# Julio Daniel dos Santos Rodríguez
Julio Daniel dos Santos Rodríguez (nascut a Asunción el 7 de maig del 1983) és un futbolista professional paraguaià internacional amb la selecció del seu país. Pel que fa a clubs, ha defensat els colors de Bayern de Múnic, VfL Wolfsburg, UD Almería, Atlético Paranaense, Cerro Porteño o Vasco da Gama.